# Champ de Mars – Tour Eiffel (stanice RER v Paříži)
Champ de Mars – Tour Eiffel je podzemní nádraží příměstské železnice RER v Paříži, které se nachází na hranicích 7. a 15. obvodu na nábřeží Quai Branly. Slouží pro linku RER C. Historie stanice je spojena s pořádáním světových výstav v letech 1867, 1878, 1889 a 1900. V roce 2000 činil počet denních pasažérů 7 500–15 000 a vlaků 250–500.

## Historie
Nádraží otevřela Západní železniční společnost (Compagnie des chemins de fer de l'Ouest) v roce 1867 u příležitosti světové výstavy 1867, která se konala na Champ-de-Mars. Ležela na dvoukolejné trati podél Seiny dlouhé 3 km, která spojovala výstaviště se stanicí Grenelle-Ceinture na trati Petite Ceinture. Nádraží bylo otevřeno 1. února pro nákladní dopravu a 1. dubna pro cestující na rohu Avenue de Suffren a Quai Branly. Po skončení výstavy 7. listopadu 1867 byla stanice 18. listopadu uzavřena a do března 1868 byly budova i trať rozebrány.
Nová světová výstava se na stejném místě konala od 1. května do 31. října 1878. Západní železniční společnost přijala nabídku státu, aby obnovila trať v původním rozsahu kvůli výstavbě pavilonů a zajištění přístupu návštěvníků. Trať byla dokončena 25. listopadu 1877 a nákladní doprava začala v prosinci téhož roku. Autorem nádraží byl architekt Juste Lisch, který navrhl centrální budovu lemovanou dvěma pavilony. Budovu tvořila kovová konstrukce vyplněná cihlami na kamenných základech. Stanice měla dvě nástupiště dlouhá 180 m a sedm kolejí (z nichž pět bylo určeno k dopravě zboží) a jednu kolej vedoucí přímo na Champ-de-Mars pro zásobování. Tato stanice nebyla po skončení výstavy zbořena a byla opět využita při světové výstavě roku 1889. Osobní doprava zde byla udržována i po skončení výstavy do roku 1894. Při rozšiřování tratě byla budova z roku 1878 rozebrána a roku 1897 přenesena do města Asnières-sur-Seine, kde stojí dodnes. Od roku 1985 je chráněná jako historická památka.
Pro světovou výstavu v roce 1900 bylo postaveno nové nádraží na břehu Seiny. Mělo 20 kolejí a deset nástupišť. Po skončení výstavy bylo nádraží uzavřeno pro osobní dopravu a využívalo se při přepravě zboží, především uhlí.
Při přípravě na světovou výstavu 1937 bylo nákladové nádraží 31. března 1935 zrušeno a pozemky převedeny městu Paříži. V roce 1971 byl zbořen depot elektrických vozidel, poslední pozůstatek nádraží.
Od 26. září 1979 zde funguje podzemní nástupiště linky RER C.